# لیتل ادینگتون
لیتل ادینگتون (به انگلیسی: Little Addington) یک روستا و محله مدنی در بریتانیا است که در East Northamptonshire واقع شده‌است. لیتل ادینگتون ۳۲۸ نفر جمعیت دارد.